# ابو با
ابو با (انگلیسی: Abou Ba؛ زادهٔ ۲۹ ژوئیهٔ ۱۹۹۸) بازیکن فوتبال اهل فرانسه است که در پست هافبک بازی می‌کرد.
از باشگاه‌هایی که در آن بازی کرده‌است می‌توان به باشگاه فوتبال نانسی اشاره کرد.
وی همچنین در تیم‌های ملی فوتبال زیر ۱۸ سال فرانسه و زیر ۲۰ سال فرانسه بازی کرده‌است.